# Sint-Maartenskerk (Blaringem)
De Sint-Maartenskerk (Frans: Église Saint-Martin) is de parochiekerk van de gemeente Blaringem in het Franse Noorderdepartement.

## Geschiedenis
Mogelijk in de 12e eeuw, maar zeker in de 13e-14e eeuw, beschikte Blaringem over een kapel. Van 1518-1593 werd gewerkt aan het vergroten van deze kapel. In 1611 kwamen twee zijbeuken gereed. Aldus ontstond een hallenkerk. Tegenwoordig zijn de afzonderlijke daken van de hallenkerk vervangen door een enkel dak dat de drie beuken bedekt.
In 1518 werd begonnen aan de bouw van de zware, vierkante toren die in dit grensgebied ook als wachttoren dienst deed en tevens als verdedigingswerk kan worden beschouwd. De omgang van de toren is rijk gebeeldhouwd en zou in 1625 zijn gebouwd. De lage vierhoekige spits is vanaf de begane grond nauwelijks zichtbaar. Pas in 1692 was de toren geheel voltooid. De hoogte bedraagt 45 meter en de toren heeft zeven geledingen. De kerk heeft een klok van 1723. De twee andere klokken werden tijdens de Franse Revolutie verwijderd en zijn later door nieuwe klokken vervangen.

## Interieur

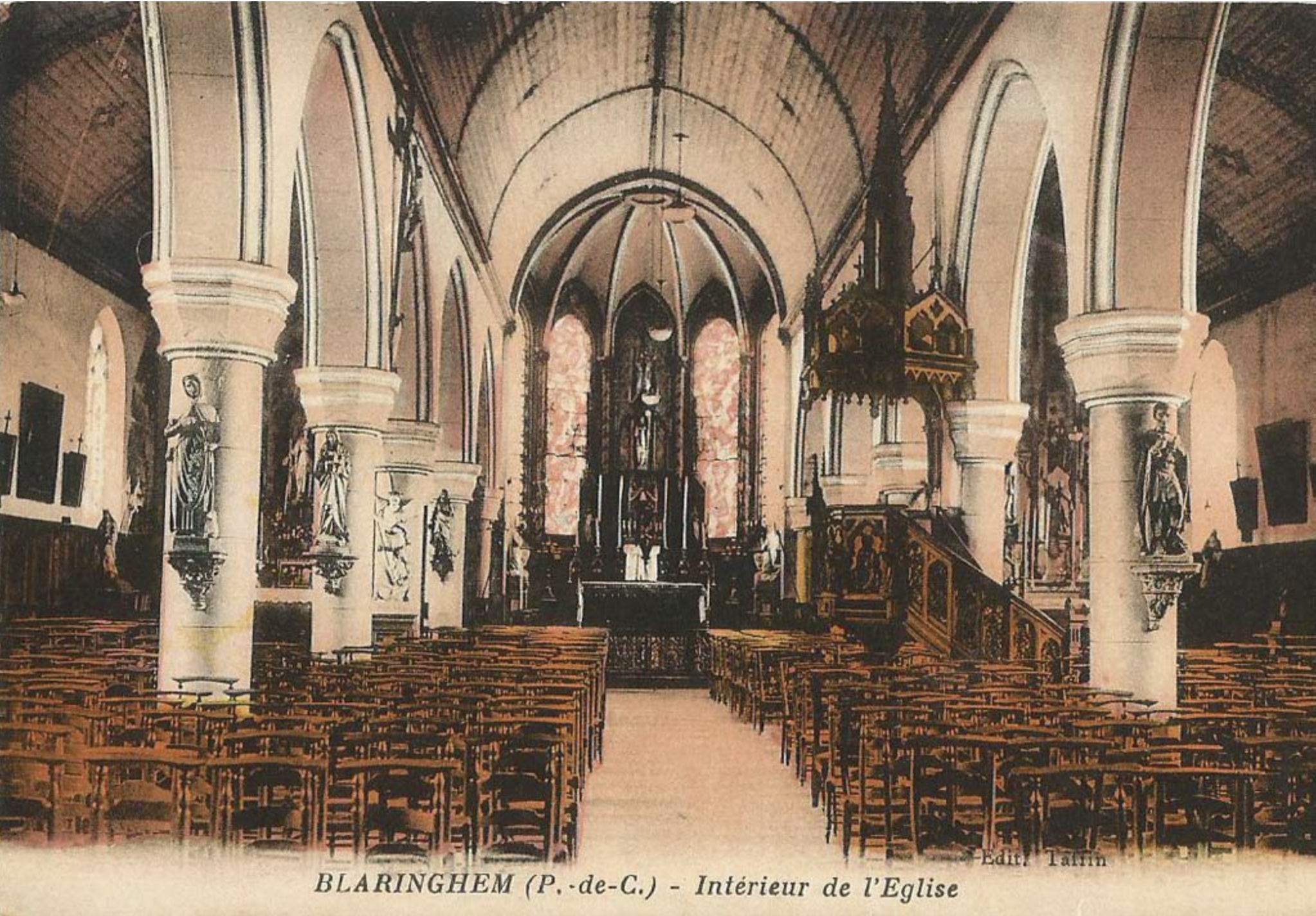
Het interieur rond 1900

De kerk heeft een pseudobasilicaal schip van drie beuken met houten tongewelven (zijbeuken met halftonnen). Zij bezit een 18e-eeuws schilderij Aanbidding der herders en een Dood van de gelukzalige Joscio (1781), wat betrekking heeft op een 12e-eeuwse novice van de Abdij van Sint-Bertinus te Sint-Omaars, waar dit schilderij ook vandaan komt. Het orgel zou zijn gebouwd omstreeks 1720 en wordt toegeschreven aan Jacobus Van der Eynde, een Brugs orgelbouwer.